# لور دي كليرمو
لور دي كليرمو (بالفرنسية: Laure de Clermont-Tonnerre)‏ (و. 1983  م) هي ممثلة، ومخرجة أفلام، وكاتبة سيناريو فرنسية، ولدت في باريس.

## وصلات خارجية
- لور دي كليرمو على موقع IMDb (الإنجليزية)
- لور دي كليرمو على موقع ألو سيني (الفرنسية)
- لور دي كليرمو على موقع قاعدة بيانات الأفلام السويدية (السويدية)
- لور دي كليرمو على موقع قاعدة بيانات الفيلم (الإنجليزية)
- لور دي كليرمو على موقع كينوبويسك (الروسية)

- لور دي كليرمو في قاعدة بيانات الأفلام على الإنترنت